# Hřibojedy
Hřibojedy är en ort i Tjeckien. Den ligger i den centrala delen av landet, 110 km öster om huvudstaden Prag. Hřibojedy ligger 390 meter över havet och antalet invånare är 210.
Terrängen runt Hřibojedy är platt åt sydost, men åt nordväst är den kuperad. Runt Hřibojedy är det ganska tätbefolkat, med 86 invånare per kvadratkilometer. Närmaste större samhälle är Trutnov, 19,5 km norr om Hřibojedy. Trakten runt Hřibojedy består till största delen av jordbruksmark.